# Jiří Martinuzzi
Jiří Martinuzzi, O.S.P.P.E. (rozený Juraj Utješenović, známý také jako György Martinuzzi, Bratr György, Georg Utiessenovicz-Martinuzzi nebo György Fráter, maďarsky: Fráter György; 1482 pevnost Kamičak – 16. prosince 1551 Nagycsanád) byl chorvatský šlechtic, paulinský mnich a uherský státník, který podporoval krále Jana Zápolského a jeho syna, krále Jana Zikmunda Zápolského. Byl biskupem v Nagyváradu (dnešní Oradea), arcibiskupem ostřihomským a kardinálem.

## Jméno
Protože se obvykle podepisoval jako „Frater Georgius“, je v maďarské historii znám jako Fráter György.

## Mladí
Většina detailů o Martinuzziho životě před rokem 1528 je nejasná. Byl nejmladším synem nižšího chorvatského šlechtice Grgura Utješenoviće a Anny Martinuzziové, která pocházela z benátské patricijské rodiny. Narodil se na hradě Kamičak, poblíž Skradinu, dne 18. června 1482. Z otcovy strany pocházel z uherské šlechtické rodiny (Fráter z rodu Dobra). Byl ještě dítě, když jeho otec a dva nejstarší bratři zemřeli a Osmané obsadili rodové statky. O sirotka se roku 1490 postaral vévoda Jan Korvín. Martinuzzi byl poslán na Korvínův hrad v Hunyadu (dnešní Hunedoara v Rumunsku). Žil tam po léta v bídných podmínkách, neboť mladí šlechtici byli z výchovných důvodů úmyslně drženi jako sluhové.
Kolem roku 1503 se Martinuzzi přestěhoval na dvůr Hedviky Těšínské na hradě Szepes (dnešní Spišský hrad na Slovensku). Byla vdovou po patronovi jeho otce, hraběti Štěpánovi Zápolském. Nejprve sloužil jako páže, později byl jmenován strážcem paláce. Rozhodl se opustit vojenskou dráhu a ve 24 letech vstoupil do paulinského řádu. Pravděpodobně se usadil v klášteře Budaszentlőrinc, kde se naučil číst a psát. Poté byl poslán studovat do kláštera Jasná Hora v Čenstochové. Podle neprokázaných teorií se stal představeným kláštera. Po návratu do Uherska v roce 1527 se stal převorem kláštera v Sajóládu, který nedávno obdržel dary od rodu Zápolských.
Martinuzziho sestra Ana se provdala za Bartola Draškoviće a měla tři syny (jeden z nich byl chorvatským bánem – místokrálem – a kardinálem Jurajem Draškovićem).

## Politická kariéra

### Podporovatel Jana Zápolského
Osmanský sultán Sulejman Nádherný zničil 29. srpna 1526 uherskou královskou armádu v bitvě u Moháče. Král Ludvík II. Uherský se utopil v potoce při útěku z bojiště. Uherský sněm zvolil v listopadu králem bohatého hraběte Jana Zápolského – syna Martinuzziho ochránkyně Hedviky – ale nejmocnější baroni toto rozhodnutí ignorovali a v prosinci prohlásili za právoplatného panovníka Ferdinanda Habsburského. Vypukla občanská válka a podporovatel Ferdinanda, Gáspár Serédy, vyplenil klášter v Sajóládu krátce před tím, než se Martinuzzi vrátil do Uher.
Ferdinandova vojska porazila Jana v bitvě u Sziny (dnešní Seňa na Slovensku) dne 8. března 1528. Jan se rozhodl uprchnout do Polska a chtěl uložit část svého majetku v klášteře Sajólád. Martinuzzi odmítl králův majetek uschovat, ale krále do Polska doprovodil. Působil jako Janův osobní vyslanec a třikrát navštívil Uhry, aby přesvědčil vyhnané královy stoupence – včetně Štěpána Báthoryho ze Somlyó, Jakaba Tornallyaie a Pála Ártándyho – aby mu zůstali věrní. Sulejman uznal Jana za právoplatného krále. Sultánova podpora mu umožnila návrat do Uher a do konce roku 1529 ovládl východní a centrální oblasti království, ale nedokázal Uhry sjednotit.
Martinuzzi se s Janem vrátil do Uher, ale podrobnosti jeho života mezi lety 1529 a 1532 nejsou známy. Král jmenoval guvernérem Uher Alvise Grittiho – benátského dobrodruha a oblíbence velkovezíra Pargalı Ibrahima Paši. Gritti jmenoval Martinuzziho správcem Budínského hradu a v roce 1532 ho pověřil správou královského majetku. Jiný Grittiho poskok, János Dóczy, zavraždil v srpnu 1534 oblíbeného biskupa z Váradu (dnešní Oradea v Rumunsku), Imreho Czibaka. Tento zločin pobouřil biskupovy příbuzné a příznivce, kteří Grittiho 28. září zajali a zabili. Martinuzzi však neztratil královu přízeň. Po Grittim převzal úřad královského pokladníka a král ho jmenoval novým biskupem ve Váradu. Biskupové z Váradu byli zároveň župany (ispány) Biharské župy.
Konsolidace královské pokladny byla Martinuzziho hlavním úkolem v následujících letech. Centralizoval správu královských příjmů a zajistil pravidelnou kontrolu výběrčích daní. Obchodování s kůžemi, vlnou, vínem a obilím se ve druhé polovině 30. let 16. století stalo významným zdrojem příjmů královské pokladny. Přísná kontrola státních financí vyvolala mnoho konfliktů a Martinuzzi byl často obviňován z chamtivosti. Tamás Nádasdy přešel na stranu Ferdinanda Habsburského poté, co ho Martinuzzi v roce 1534 zbavil správy solných dolů v Máramarosské župě.
Šlechta nutila oba krále, aby dosáhli kompromisu, protože občanská válka způsobila velké škody v celém království. Vyslanci Jana a Ferdinanda zahájili jednání o sjednocení země v roce 1534, ale Martinuzzi se do jednání skutečně zapojil až v roce 1536. Téhož roku si Ferdinandův vyslanec Johann von Wese poznamenal, že „bílý mnich“ (Martinuzzi) převzal plnou kontrolu nad jednáními. Martinuzzi chtěl dosáhnout dohody, ale také se ukázal být odhodlaným odmítnout jakýkoli kompromis, aby posílil Janovu pozici během vyjednávání – obzvlášť poté, co vypukla nová válka mezi Ferdinandovým bratrem císařem Karlem V. a francouzským králem Františkem I. Wese osobně přijel do Váradu, aby se v listopadu 1537 setkal s Martinuzzim a Franjem Frankopanem. Podle Wesových zápisků Martinuzzi naznačil, že je ochoten podpořit Ferdinanda, a s hrdostí prohlásil, že je jediným politikem, který může zprostředkovat jednání mezi „Osmany, Srby, Moldavany, Valašany a Uhry“. Po sérii tajných jednání vypracovali 24. února 1538 návrh dohody. Tajná Váradská smlouva uznávala dočasné rozdělení Uher mezi Jana a Ferdinanda, ale stanovila, že království bude sjednoceno, jakmile jeden z obou králů zemře.
Oba králové smlouvu podepsali, ale drželi ji v tajnosti, protože si byli vědomi, že by mohla vyvolat osmanskou invazi. Jan brzy pochopil, že Ferdinand mu proti Osmanům nemůže účinně pomoci. Martinuzzi začal zdůrazňovat, že smlouva je platná pouze tehdy, pokud ji schválí sněm, a zabránil nejmocnějším baronům v jejím potvrzení. Také naléhal na stárnoucího Jana, aby se oženil s Isabelou Jagellonskou, dcerou polského krále Zikmunda I. Isabela byla korunována královnou v Székesfehérváru dne 2. března 1539. Papež Pavel III. téhož roku potvrdil Martinuzziho jmenování na biskupský stolec ve Váradu, ale Martinuzzi nebyl vysvěcen na biskupa.
Dva sedmihradští vojvodové (královští místodržitelé), Imre Balassa a István Majláth, uzavřeli v prosinci 1539 tajnou dohodu s předními sedmihradskými šlechtici. Dohodli se na vzájemné podpoře a koordinaci aktivit v případě, že král zemře, ale jejich skutečné cíle zůstávají nejasné. V březnu 1540 uspořádali vévodové generální shromáždění v Marosvásárhely (dnešní Târgu Mureș v Rumunsku). Delegáti obvinili Martinuzziho z tyranie a tvrdili, že jeho úředníci vybírali svévolné daně a nezákonně nutili sedmihradskou šlechtu přispívat na výstavbu a údržbu královských pevností. Své stížnosti shrnuli v dopise a vyzvali krále, aby Martinuzziho potrestal.
Král Jan se urychleně vydal do Sedmihradska a svolal nové shromáždění v Tordě (dnešní Turda v Rumunsku) v dubnu. Postavil se na stranu svého pokladníka a zdůraznil, že Martinuzzi vybíral daně kvůli zajištění placení ročního tributu Osmanské říši. Král také slíbil, že královská pokladna bude po dobu dvou let platit tribut bez vybírání mimořádných daní. Bývalí příznivci dvou vojvodů složili králi hold a generální sněm odsoudil Majlátha v květnu k smrti za velezradu. Majláth uprchl do svého hradu ve Fogaraši (dnešní Făgăraș v Rumunsku) a královskému vojsku se nepodařilo pevnost dobýt.

### Dobytí Osmanskou říší
Královna Isabela porodila dne 7. července v Budíně syna, Jana Zikmunda. Král Jan Zápolský pobýval tehdy v Szászsebesu (dnešní Sebeș v Rumunsku), kde se o narození syna dozvěděl. Oslavy však krále vyčerpaly natolik, že vážně onemocněl. Ještě předtím, než upadl do bezvědomí, jmenoval svého příbuzného Pétera Petrovicse a Martinuzziho poručníky malého Jana Zikmunda, přičemž zdůraznil Martinuzziho výsadní postavení. Navzdory ustanovením mírové Váradské smlouvy král také vyzval své stoupence, aby po jeho smrti zvolili nemluvně králem. Jan brzy ztratil vědomí a Martinuzzi vyslal posly k Zikmundovi I. Polskému a Sulejmanovi s žádostí, aby podpořili Jana Zikmunda.
Král Jan zemřel 22. července. Franjo Frankopan, Péter Perényi, Ferenc Bebek, István Ráskay a další Martinuzziho osobní nepřátelé informovali císaře Karla V., že jsou ochotni podpořit Ferdinanda I. při sjednocení Uher, pokud císař svému bratru poskytne vojenskou pomoc proti Osmanům. Martinuzzi spolu s Bálintem Törökem opustili Szászsebes a s 2 000 vojáky zamířili do Budína. Ačkoli většina jejich ozbrojenců dezertovala, Ferdinandovi stoupenci jim v cestě nezabránili. Martinuzzi pověřil správou Sedmihradska Boldizsára Bornemisszu, avšak Balassa a Majláth svolali generální sněm Tří národů Sedmihradska v Segesváru (dnešní Sighișoara v Rumunsku). Delegáti zvolili Balassu a Majlátha nejvyššími veliteli provincie. Brzy poté vytlačili Martinuzziho jednotky z několika pevností, včetně Görgény a Almásu (dnes Gurghiu a Merișor v Rumunsku).
Martinuzzi rychle svolal sněm do Pešti a přesvědčil jeho členy, aby v polovině září zvolili Jana Zikmunda králem. Sněm prohlásil královnu Isabelu a Martinuzziho za královy poručníky, ale státní správa byla rozdělena mezi Martinuzziho, Petrovicse a Töröka. Poté, co Martinuzzi rozmístil své vlastní jednotky do Budínského hradu, začaly se na královnině dvoře šířit fámy, že se snaží uchvátit plnou kontrolu nad vládou. Martinuzzi pravidelně kontroloval královninu korespondenci s jejím otcem, protože se obával, že by ji polský král Zikmund I. mohl přesvědčit, aby Uhry opustila.
Vyslanec sultána, Çavuş Sinan, se pokusil přesvědčit delegáty Tří národů v Berethalomu (dnešní Biertan v Rumunsku), aby uznali Majlátha za sedmihradského vojvodu. Delegáti však odporovali a rozhodli se jeho nástup odložit o pět měsíců. Martinuzzi poslal do Istanbulu Istvána Werbőczyho, aby zajistil podporu sultána. Sulejman se rozhodl do konfliktu zasáhnout ve prospěch malého Jana Zikmunda. Ferdinandovi vyslanci, Elek Thurzó a Ferenc Révay, přijeli v říjnu do Budína, ale královna se nehodlala vzdát Zikmundova nároku na uherský trůn. Martinuzzi také odmítl zahájit tajná jednání s Thurzóem a Révayem ve Visegrádu. Ferdinandova vojska sice v říjnu a listopadu obsadila Visegrád, Vác, Tatu, Székesfehérvár a Pešť, avšak Budín dobýt nedokázala. Martinuzzi opět odmítl s Ferdinandovými vyslanci jednat a prohlásil, že se podřídí pouze panovníkovi, který bude zvolen všeobecným konsensem.
Na jaře roku 1541 podnikl Mehmed, osmanský správce Bělehradu, nájezd v okolí Pešti. V květnu zahájil Ferdinandův velitel Wilhelm von Roggendorf obléhání Budína. Ferdinandův vyslanec Niklas zu Salm nabídl Janu Zikmundovi výměnou za Budín území kolem Prešpurku a Nagyszombatu (dnešní Bratislava a Trnava), ale Martinuzzi nabídku odmítl. Osobně se účastnil obrany Budínského hradu, zejména při náhlém útoku nepřátel 11. června. O dva dny později nařídil potrestání měšťana, který tajně vyjednával s obléhateli o kapitulaci hradu.
Jan Zápolský jmenoval Martinuzziho a Pétera Petrovicse poručníky svého nezletilého syna Jana II. Zikmunda, kterého sněm zvolil uherským králem (s Jiřím jako regentem). Martinuzzi zmařil snahy královny vdovy Isabely Jagellonské prosadit Ferdinanda. Ferdinand mezitím tvrdil, že volba Jana II. porušila Váradskou smlouvu, a vtrhl do Uher. Rakouská armáda pak v roce 1541 dorazila až k hradbám Budína.

### Guvernér
Martinuzzi reagoval na kritickou situaci dvěma zásadními kroky: nechal královnu Isabelu zatknout a požádal Osmanskou říši o pomoc. Jan Zápolský už dříve požádal Osmany o podporu proti Ferdinandovi, a výměnou za to se Uhry staly osmanským vazalem. Martinuzzi tedy požádal sultána Sulejmana, aby svého vazala bránil proti útoku. Osmanská armáda nakonec rakouské síly zahnala.
Dne 28. srpna 1541 odešel Martinuzzi spolu s královnou a malým králem do osmanského tábora, kde složil sultánovi hold jako regent. Během jejich nepřítomnosti však velkovezír lstí obsadil Budín, což přimělo Martinuzziho k uvědomění, že je třeba uzavřít dohody jak s Rakouskem, tak s Osmanskou říší. Tím došlo k uzavření Gyaluské smlouvy dne 29. prosince 1541. Ferdinand v ní získal západní Uhry, zatímco Východouherské království (samostatné knížectví pod osmanskou svrchovaností) bylo navráceno Janu Zikmundovi. Tato oblast zahrnovala mnoho uherských žup po obou stranách řeky Tisy a město Kassa (dnešní Košice). Martinuzziho politikou bylo udržet stát neutrální (a jednotný) pěstováním přátelských vztahů s Rakouskem, aniž by tím popudil Osmany. Ačkoli to bylo obtížné, po určitou dobu to fungovalo.
V roce 1545, povzbuzen rostoucí neoblíbeností Ferdinanda (kvůli jeho neschopnosti bránit Uhry proti Turkům), se Martinuzzi pokusil zajistit Janu Zikmundovi královský titul tím, že by spojil Habsburské Uherské království s Východouherským. Když zjistil, že to není možné, snažil se alespoň o spojenectví s Ferdinandem na základě relativní rovnosti – této politice zůstal věrný až do své smrti.
V roce 1550 si však královna Isabela, která byla proti Martinuzzimu, na něj stěžovala sultánovi, který poté nařídil, aby byl Martinuzzi – nebo jeho hlava – poslán do Konstantinopole. Proti regentovi se vytvořila koalice složená z královny, moldavského a valašského hospodara a Turků. Martinuzzi však královnu uvěznil v Gyulafehérváru (dnešní Alba Iulia), hospodáře vyhnal ze Sedmihradska a porazil Turky u Dévy (dnešní Deva). Donutil Isabelu přijmout podmínky ve prospěch její rodiny i Sedmihradska, a sultána uklidnil lichotkami a dary. Tato dohoda byla potvrzena sněmem v Kolozsváru (dnešní Kluž) v srpnu 1551. Martinuzzi zůstal guvernérem Sedmihradska a zároveň byl jmenován ostřihomským arcibiskupem. Dne 12. října 1551 ho papež Julius III. jmenoval kardinálem, přičemž mu povolil nosit oděv svého řádu místo kardinálského roucha.
Ačkoli byly Uhry znovu sjednoceny, Ferdinandova neschopnost bránit zemi před Osmany přiměla Martinuzziho v prosinci 1551 obnovit placení tributu sultánovi. Osmané však přestali důvěřovat diplomatovi, jehož chování nedokázali pochopit, a Ferdinand ho podezříval, že se snaží získat Uhry pro sebe.

## Smrt

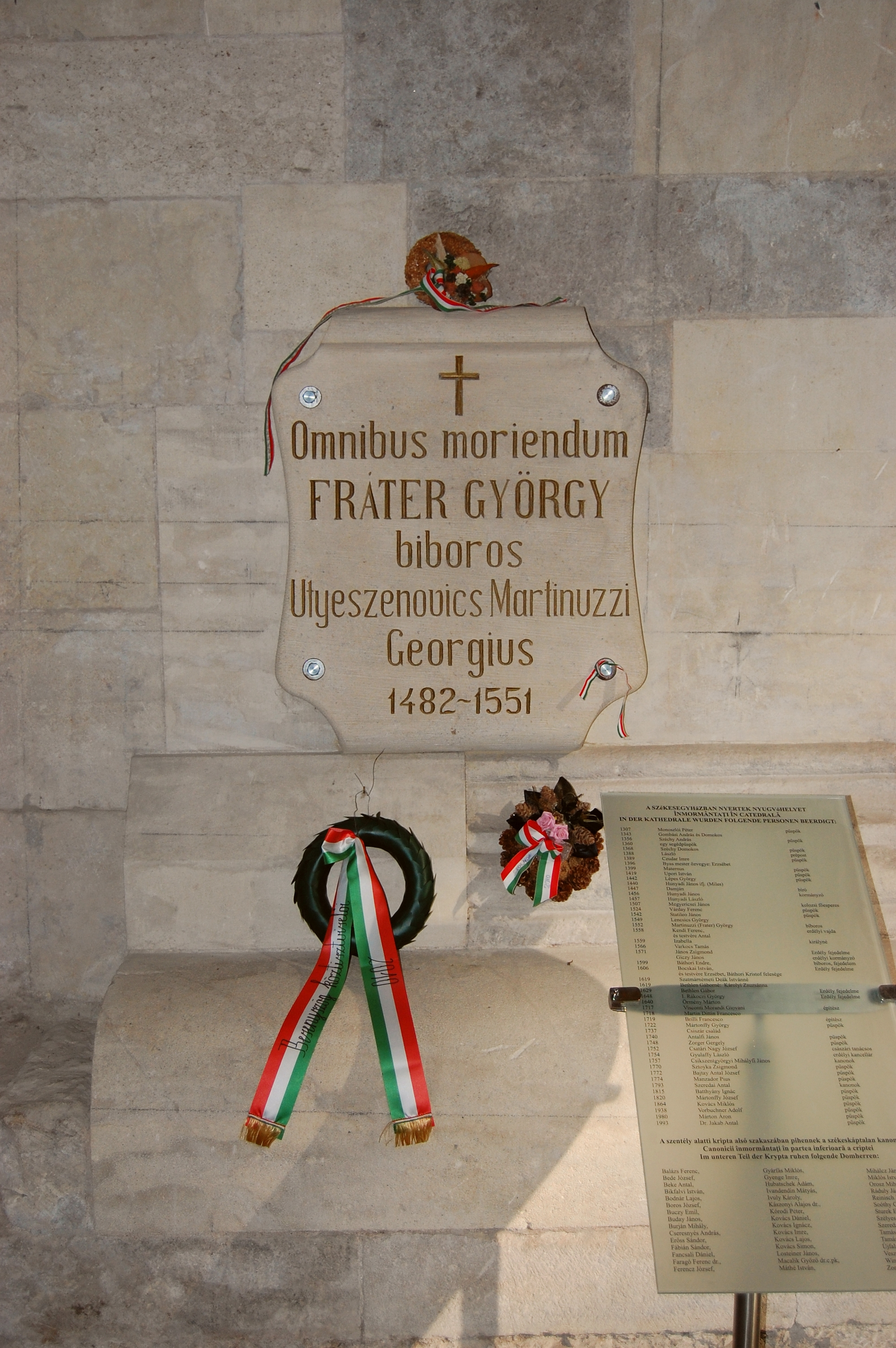
Hrobka Utješenoviće v katedrále v Alba Iulia

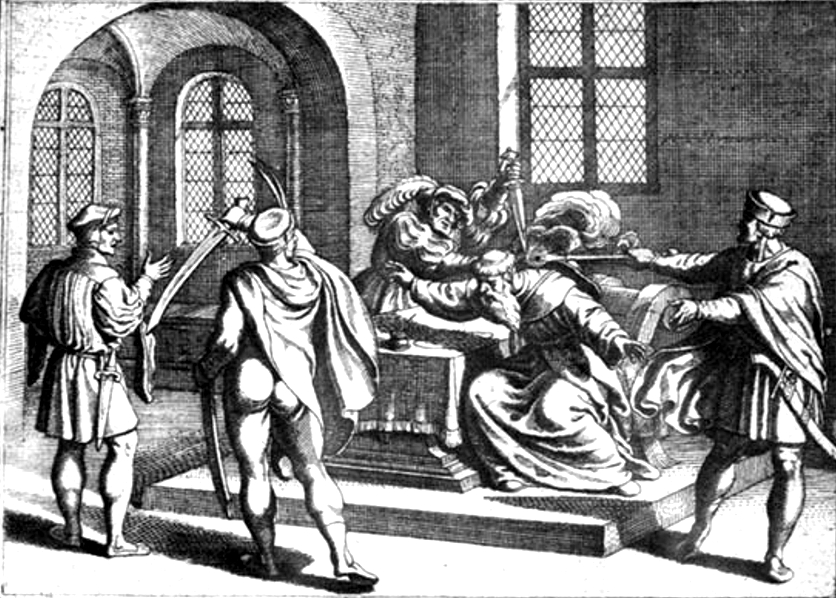
Zavraždění Martinuzziho agenty Giambattisty Castalda, 16. prosince 1551

Když Osmané v roce 1551 obsadili Csanád (dnešní Čanád), Martinuzzi spojil síly s císařskými generály Giambattistou Castaldem a Sforzou-Pallavicinim proti společnému nepříteli. Když se však Martinuzzi pokusil v soukromí zprostředkovat jednání mezi Osmany a Uhry, Castaldo ho obvinil z velezrady vůči Ferdinandovi a dostal povolení jej v případě potřeby zabít. Martinuzziho sekretář, Marco Aurelio Ferrari, byl najatým vrahem.
Dne 16. prosince 1551, na zámku Alvinc, Ferrari bodl Martinuzziho zezadu, když četl dopis. Kardinál (ve věku 68 let) bojoval o život a byl zabit až s pomocí Pallaviciniho a skupiny ozbrojenců (bravi). Ferdinand převzal odpovědnost za vraždu a papež jej i jeho generály exkomunikoval. Po přijetí 87bodového obvinění z velezrady proti Martinuzzimu a výpovědích 116 svědků papež Ferdinanda očistil a v roce 1555 zrušil exkomunikaci.

## Odkaz
Jedna z ulic ve starém městě Šibeniku nese jméno Utješenović.